# 省行政中心东站
省行政中心东站位于中华人民共和国安徽省合肥市包河区（滨湖新区）上海路与中山路交叉口地下，是合肥轨道交通5号线与建设中的S1号线的地铁换乘站。

## 车站结构
省行政中心东站位于上海路与中山路交叉口，沿上海路东侧规划绿化带南北向布置，车站为地下两层单柱双跨岛式车站，站台宽度12m。